# یواس‌اس پیوت (ام‌اس‌او-۴۶۳)
یواس‌اس پیوت (ام‌اس‌او-۴۶۳) (به انگلیسی: USS Pivot (MSO-463)) یک کشتی بود که طول آن ۱۷۲ فوت (۵۲ متر) بود. این کشتی در سال ۱۹۵۴ ساخته شد.